# Île Batailleuse
Pour les articles homonymes, voir Batailleuse (homonymie).
L'île Batailleuse est une île sur la Loire, en France.
L'île est située près de la rive gauche du fleuve, sur le territoire des communes de Loireauxence et Mauges-sur-Loire. Elle mesure 4 km de long et 730 m de large, pour une superficie de 171 ha.
L'île est reliée aux deux rives du fleuve par un pont, lequel traverse la pointe ouest.

## Histoire
De 853 jusqu'à leur expulsion de la région par Alain Barbetorte en 936-937, l'île aurait servi de base aux Vikings (selon certains, ils auraient été menés notamment par un certain Gudrød Haraldsson et les chefs Asgeir et Hallstein ; selon d'autres sources, ces Vikings danois auraient eu pour chef Sidroc). Les Vikings partent de là pour remonter jusqu'à Angers, qu'ils prennent en 872 et dont ils ne sont chassés par Charles le Chauve qu'en 873[réf. souhaitée].

## Littérature
À la suite d’une promenade avec Julien Gracq sur l’île, Hervé Carn écrit le poème « Le voyage au peuplier », paru dans le recueil Hoquets du silence (Dumerchez, 2001).